# 16-я пехотная дивизия (Российская империя)
16-я пехотная дивизия — пехотное соединение в составе Русской императорской армии. Штаб дивизии: Белосток (1883 — 1914). С середины 1890-х годов входила в 6-й армейский корпус.

## История дивизии

### Формирование
- 05.02.1806 — 04.05.1806 — 7-я дивизия
- 04.05.1806 — 31.03.1811 — 8-я дивизия
- 31.03.1811 — 20.05.1820 — 8-я пехотная дивизия
- 20.05.1820 — 10.07.1826 — 13-я пехотная дивизия
- 10.07.1826 — 22.08.1829  — 1-я бригада Сводной дивизии 5-го пехотного корпуса
- 22.08.1829 — 21.04.1833 — 13-я пехотная дивизия
- 21.04.1833 — 26.04.1835 — 10-я пехотная дивизия
- 26.04.1835 — хх.хх.1918 — 16-я пехотная дивизия

### Боевые действия
Участница Ловичского сражения 1914 г.
В январе 1915 г. сражалась под Волей Шидловской, а в конце мая - начале июня 1915 г. дивизия отличилась в Журавненской операции.

## Состав дивизии
(Дислокация и наименования частей по состоянию на нач. XX в.)
- 1-я бригада (Белосток)
  - 61-й пехотный Владимирский полк
  - 62-й пехотный Суздальский генералиссимуса князя Суворова полк
- 2-я бригада (Белосток)
  - 63-й пехотный Углицкий генерал-фельдмаршала Апраксина полк
  - 64-й пехотный Казанский полк
- 16-я артиллерийская бригада (Волковыск)

## Командование дивизии
(Командующий в дореволюционной терминологии означал временно исполняющего обязанности начальника или командира. Должности начальника дивизии соответствовал чин генерал-лейтенанта, и при назначении на эту должность генерал-майоров они как правило оставались командующими до момента своего производства в генерал-лейтенанты).

### Начальники дивизии
- 05.02.1806 — 17.12.1815[4] — генерал-лейтенант Эссен, Пётр Кириллович
  - 26.12.1807 — 02.03.1808 — командующий генерал-майор (с 12.12.1807 генерал-лейтенант) граф Каменский, Николай Михайлович
  - 02.03.1808 — 15.03.1808 — командующий генерал-майор Энгельгардт, Григорий Григорьевич
  - 26.10.1810 — 25.03.1811 — командующий генерал-майор Энгельгардт, Григорий Григорьевич
  - 25.03.1811 — 19.03.1812 — командующий генерал-майор Цызырев, Павел Александрович
  - 19.03.1812 — 03.04.1812 — командующий генерал-майор Энгельгардт, Григорий Григорьевич
  - 05.07.1812 — 08.05.1813 — командующий генерал-майор Энгельгардт, Григорий Григорьевич
  - 23.05.1813 — 02.02.1814 — командующий генерал-майор князь Урусов, Александр Петрович
  - 02.02.1814 — хх.04.1814 — командующий генерал-майор Шеншин, Василий Никанорович
  - хх.04.1814 — 06.05.1814 — командующий генерал-майор князь Урусов, Александр Петрович
  - 06.05.1814 — 29.08.1814 — командующий полковник Сутгоф, Николай Иванович
  - 29.08.1814 — 30.10.1814 — командующий генерал-майор Шеншин, Василий Никанорович
  - 30.10.1814 — 06.11.1814 — командующий генерал-майор Талызин, Степан Александрович
  - 06.11.1814 — 13.12.1814 — командующий генерал-майор князь Урусов, Александр Петрович
- 17.12.1815 — 09.02.1819 — генерал-майор Тучков, Павел Алексеевич
- 10.03.1819 — 25.07.1820 — генерал-майор Наумов, Михаил Фёдорович
- 25.07.1820 — 12.09.1820 — командующий генерал-майор Ладыженский, Николай Фёдорович
- 12.09.1820 — 10.07.1826 — генерал-майор (с 12.12.1824 генерал-лейтенант) Турчанинов, Павел Петрович
- хх.хх.1827 — хх.хх.1829[5] — генерал-майор Толмачёв, Афанасий Емельянович
- 22.08.1829 — 27.09.1829 — генерал-майор Шкурин, Александр Сергеевич
- 27.09.1829 — 08.10.1834 — генерал-майор (с 06.10.1831 генерал-лейтенант) Лашкевич, Павел Петрович
- 08.10.1834 — 26.01.1837 — генерал-майор (с 06.12.1835 генерал-лейтенант) Тришатный, Александр Львович
- 26.01.1837 — 10.10.1843 — генерал-лейтенант Гартунг, Николай Иванович
- 10.10.1843 — 10.02.1845[6] — генерал-лейтенант Ольденбург, Фёдор Фёдорович
- 10.02.1845 — хх.09.1854[7] — генерал-майор (с 23.03.1847 генерал-лейтенант) Квицинский, Онуфрий Александрович
- хх.09.1854[8] — 31.07.1855 — генерал-майор (с 06.12.1854 генерал-лейтенант) Жабокритский, Иосиф Петрович
- 30.08.1855 — 07.07.1863 — генерал-майор Свиты Е. И. В. (с 26.08.1856 генерал-лейтенант) Астафьев, Алексей Николаевич
- 07.07.1863 — 08.08.1863 — командующий генерал-майор Ганецкий, Иван Степанович
- 08.08.1863 — 18.08.1864 — генерал-майор (с 30.08.1863 генерал-лейтенант) Моллер, Эдуард Антонович
- 18.08.1864 — 08.10.1866 — генерал-лейтенант Воронов, Павел Алексеевич
- хх.хх.1866 — 21.01.1868 — генерал-лейтенант Баумгартен, Николай Карлович
- 21.01.1868 — 10.04.1868 — командующий генерал-майор Верёвкин, Владимир Николаевич
- 10.04.1868 — 22.10.1877 — генерал-майор (с 28.03.1871 генерал-лейтенант) Померанцев, Всеволод Павлович
- 07.09.1877[9] — 04.02.1879 — генерал-лейтенант Скобелев, Михаил Дмитриевич (с 07.07.1878 был временным командующим 4-го армейского корпуса)
  - на 16.09.1877 — генерал-майор Гренквист, Фёдор Иванович (временно, до вступления в должность М. Д. Скобелева)
- 04.02.1879 — 27.07.1885 — генерал-майор (с 30.08.1881 генерал-лейтенант) Рихтер, Александр Карлович
- 04.08.1885 — 03.11.1893 — генерал-майор (с 30.08.1885 генерал-лейтенант) Шмит, Александр Оттович
- 03.11.1893 — 28.05.1895 — генерал-майор (с 30.08.1894 генерал-лейтенант) Лазарев, Пётр Степанович
- 14.07.1895 — 04.07.1901 — генерал-лейтенант Копанский, Николай Васильевич
- 04.07.1901 — 24.12.1903 — генерал-лейтенант Селиванов, Андрей Николаевич
- 12.01.1904 — 01.05.1910 — генерал-майор (с 28.03.1904 генерал-лейтенант) Богаевский, Иван Венедиктович
- 01.05.1910 — 13.08.1914 — генерал-лейтенант Рихтер, Гвидо Казимирович
- 13.08.1914 — 17.10.1915 — командующий генерал-майор Баудер, Виктор Фёдорович
- 31.01.1915 — 16.04.1917 — генерал-майор (с 06.12.1915 генерал-лейтенант) Трегубов, Евгений Эммануилович
- 16.04.1917 — 18.07.1917 — генерал-майор Белявский, Алексей Петрович
- 23.07.1917 — хх.хх.хххх — генерал-лейтенант Мандрыка, Георгий Акимович

### Начальники штаба дивизии
Должность начальника штаба дивизии введена 1 января 1857 года
- 01.01.1857 — 08.02.1857 — полковник Казимирский, Александр Алексеевич
- 08.02.1857 — 15.05.1863 — подполковник (с 30.08.1860 полковник) Девивьен-Шатобрен, Иосиф Иосифович
- 31.05.1863 — 24.05.1867 — подполковник (с 30.08.1865 полковник) Занкевич, Ипполит Михайлович
- 02.06.1867 — 04.01.1868 — подполковник (с 30.08.1867 полковник) Мейер, Лев Лаврентьевич
- 04.01.1868 — 01.11.1873 — подполковник (с 20.04.1869 полковник) Дворжицкий, Иван Иванович
- 01.11.1873 — 18.12.1873 — полковник Парфёнов, Александр Демидович
- 24.12.1873 — 21.05.1875 — полковник Аврамов, Иван Петрович
- 07.06.1875 — 29.09.1877 — полковник Тихменёв, Валериан Петрович
- 13.09.1877 — 06.09.1878 — и. д. капитан (с 06.11.1877 подполковник, утверждён в должности 06.12.1877, с 10.07.1878 полковник) Куропаткин, Алексей Николаевич
- 09.10.1878 — 14.09.1880 — полковник Палин, Ялмар Карлович
- 04.10.1880 — 31.12.1883 — полковник Пожаров, Андрей Алексеевич
- 30.03.1884 — 03.12.1886 — полковник Погорелов, Александр Фёдорович
- 13.12.1886 — 21.06.1889 — полковник Михайлов, Николай Григорьевич
- 21.06.1889 — 04.08.1890 — полковник Ломиковский, Николай Владиславович
- 20.08.1890 — 21.06.1895 — полковник Лебедев, Александр Николаевич
- 06.07.1895 — 24.02.1900 — полковник Гапанович, Константин Данилович
- 05.04.1900 — 16.10.1903 — полковник Постовский, Пётр Иванович
  - с 22.10.1903 — капитан Смирнов, Михаил Васильевич (временно исправляющий должность)[10]
- 11.11.1903 — 27.07.1904 — полковник Обручев, Владимир Николаевич
- 28.09.1904 — 28.06.1910 — подполковник (с 17.04.1905 полковник) Тяжельников, Михаил Иванович
- 05.08.1910 — 19.05.1912 — полковник Гиршфельд, Константин Григорьевич
- 21.06.1912 — 24.05.1913 — полковник Сербинович, Константин Иванович
- 14.06.1913 — 29.12.1914 — полковник фон Энгель, Виктор Николаевич
- 20.02.1915 — 26.01.1917 — подполковник (с 10.04.1916 полковник) Покровский, Николай Васильевич
- 20.02.1917 — 23.07.1917 — генерал-майор (с 20.06.1917 генерал-лейтенант) Мандрыка, Георгий Акимович
- 08.08.1917 — 29.11.1917 — и. д. подполковник Сулковский, Борис Иосифович

### Командиры 1-й бригады
В период с 28 марта 1857 по 30 августа 1873 должности бригадных командиров были упразднены.
После начала Первой мировой войны в дивизии была оставлена должность только одного бригадного командира, именовавшегося командиром бригады 16-й пехотной дивизии.
- 19.03.1812— 31.08.1812 — командующий полковник Шеншин, Василий Никанорович
- 31.08.1812 — 11.10.1815[11] — генерал-майор Энгельгардт, Григорий Григорьевич
  - 31.08.1812 — 02.02.1814 — командующий полковник (с 15.09.1813 генерал-майор) Шеншин, Василий Никанорович
  - 02.02.1814 — 13.12.1814 — командующий полковник Выходцевский, Пётр Прокофьевич
  - 13.12.1814 — хх.04.1815 — командующий генерал-майор граф Венансон, Осип Петрович
- 25.12.1815 — 01.01.1819 — генерал-майор Жемчужников, Аполлон Степанович
- 01.01.1819 — 15.02.1819 — генерал-майор Тухолка, Лев Адамович
- 15.02.1819 — 12.11.1820 — генерал-майор Ичков, Николай Николаевич
  - 12.02.1820 — 29.05.1820 — командующий полковник Степанов, Алексей Никитич
- 02.12.1820 — 25.02.1821 — генерал-майор Гурко, Леонтий Осипович
- 09.03.1821 — 29.12.1823 — генерал-майор Шеншин, Владимир Николаевич
- 11.05.1824 — 10.07.1826 — генерал-майор Ахлёстышев, Михаил Фёдорович
- 22.08.1829 — 16.04.1831 — генерал-майор Веселовский, Константин Семёнович
- 22.08.1831 — 19.12.1831 — генерал-майор Мандерштерн, Август Егорович
- 20.12.1831 — 12.03.1833 — командующий полковник Квицинский, Онуфрий Александрович
- 12.03.1833 — 21.04.1833 — командующий полковник Максимович, Иван Корнильевич
- 21.04.1833 — 17.10.1834 — генерал-майор Ширман, Вилим Карлович
- 17.10.1834 — 14.09.1836 — генерал-майор Дебан-Скоротецкий, Винцентий Иванович
- 14.09.1836 — 09.11.1842 — генерал-майор Жеребцов, Михаил Иванович
- 15.11.1842 — 10.10.1843 — генерал-майор Бойко, Андрей Филиппович
- 10.10.1843 — 08.10.1847 — генерал-майор Святогор-Штепин, Василий Данилович
- 11.10.1847 — 08.09.1854[12] — генерал-майор Щелканов, Александр Семёнович
  - хх.хх.1854 — хх.хх.1854 — командующий генерал-майор Носов, Иван Васильевич
- 14.12.1854 — 19.01.1855 — командующий генерал-майор Товянский, Пётр Козьмич
- 22.01.1855 — 20.10.1855[13] — генерал-майор Хрущёв, Александр Петрович
- 20.10.1855[14] — 02.01.1857[15] — генерал-майор Носов, Иван Васильевич
- 30.08.1873 — 11.08.1877 — генерал-майор Александров, Николай Иванович
- 11.08.1877 — 31.08.1877[16] — генерал-майор Тебякин, Владимир Александрович[17]
- 10.09.1877 — после 01.07.1878 — генерал-майор Томиловский, Пётр Петрович
  - на 16.09.1877 — полковник Мосцевой (временно)
- 22.07.1878 — после 25.09.1878 — генерал-майор Аргамаков, Василий Фёдорович
- 11.10.1878 — 10.09.1882 — генерал-майор Юргенсон, Карл Карлович
- 07.10.1882 — 25.05.1887 — генерал-майор Устругов, Михаил Тимофеевич
- 19.06.1887 — 17.02.1888 — генерал-майор Тихменёв, Валериан Петрович
- 23.02.1888 — 05.12.1892 — генерал-майор Брант, Фёдор Фёдорович
- 26.12.1892 — 27.04.1900 — генерал-майор Буш, Альфонс Иванович
- 19.05.1900 — 16.01.1901 — генерал-майор Лисевич, Павел Михайлович
- 29.01.1901 — 16.06.1904 — генерал-майор Давыдов, Михаил Павлович
- 06.07.1904 — 24.02.1905 — генерал-майор Ресин, Александр Алексеевич
- 25.03.1905 — 13.06.1907 — генерал-майор Сиверс, Константин Львович
- 06.07.1907 — 19.07.1914 — генерал-майор Эйхе, Георгий Фёдорович

### Командиры 2-й бригады
- 25.03.1832 — 21.04.1833 — командующий полковник Черторижский, Иван Николаевич
- 21.04.1833 — 19.06.1833 — генерал-майор Толмачёв, Афанасий Емельянович
- 19.06.1833 — 13.10.1834 — генерал-майор Кладищев, Пётр Алексеевич
- 17.10.1834 — 03.03.1835 — генерал-майор Ширман, Вилим Карлович
- 03.03.1835 — 30.08.1837 — генерал-майор Ловцов, Николай Петрович
- 07.09.1837 — 15.01.1838 — генерал-майор Унгебауер, Александр Андреевич
- 15.01.1838 — 06.12.1849 — генерал-майор Падейский, Семён Фёдорович
- 06.12.1849 — 19.09.1854 — генерал-майор Шонерт, Евстафий Петрович
- 19.01.1855 — 10.10.1855 — генерал-майор Товянский, Пётр Козьмич
- 29.11.1855 — 21.12.1855 — генерал-майор Немчинов, Александр Петрович
- 21.12.1855 — 28.03.1857 — генерал-майор Марк, Михаил Эммануилович
- 30.08.1873 — 03.02.1874 — генерал-майор Божерянов, Александр Михайлович
- 03.02.1874 — 26.02.1874 — генерал-майор Кутневич, Борис Герасимович
- 26.02.1874 — хх.хх.1878 — генерал-майор Гренквист, Фёдор Иванович
  - на 16.09.1877 — полковник Томиловский, Пётр Петрович (временно, по причине временного командования всей дивизией Ф. И. Гренквистом)
  - на 01.01.1878 — полковник Панютин, Всеволод Фёдорович (временно)
- 21.04.1878 — после 25.09.1878[18] — генерал-майор Дохтуров, Дмитрий Петрович
- 15.11.1878[19] — 28.09.1884[20] — генерал-майор Венцель, Эдуард Адольфович
- 07.10.1884 — 26.11.1884 — генерал-майор Кожухов, Дмитрий Дмитриевич
- 25.11.1884 — 17.04.1889 — генерал-майор Остен-Дризен, Николай Фёдорович
- 24.04.1889 — 18.11.1894 — генерал-майор Сироцынский, Владимир Миронович
- 08.12.1894 — 30.08.1902 — генерал-майор Цеттерман, Оттон Лоренцович
- 16.09.1902 — 05.02.1904 — генерал-майор Быков, Александр Николаевич
- 19.02.1904 — 22.10.1904 — генерал-майор Балуев, Пётр Семёнович
- 27.11.1904 — 06.03.1911 — генерал-майор Есимонтовский, Василий Фёдорович
- 06.03.1911 — 11.10.1913 — генерал-майор Якубовский, Иосиф Степанович
- 29.10.1913 — 31.12.1913 — генерал-майор Козлов, Иван Иванович
- 14.01.1914 — 17.10.1915[21] — генерал-майор Баудер, Виктор Фёдорович
- 17.10.1915 — 16.04.1917 — генерал-майор Белявский, Алексей Петрович
- 20.04.1917 — 26.05.1917 — командующий полковник Сулимов, Илья Ильич
- 26.05.1917 — 07.10.1917 — полковник (с 20.06.1917 генерал-майор) Клименко, Виктор Иванович

### Помощники начальника дивизии
В период с 28 марта 1857 года по 30 августа 1873 года помощники начальника дивизии фактически являлись бригадными командирами.
- 28.03.1857 — 01.08.1861 — генерал-майор Марк, Михаил Эммануилович
- 01.08.1861 — 03.10.1861 — генерал-майор Броссе, Павел Фёдорович (Христианович)
- 23.10.1861 — 23.06.1863 — генерал-майор Загорянский, Пётр Никифорович
- 23.06.1863 — 07.02.1865 — генерал-майор Реми, Фридрих Гаврилович
- 19.03.1865 — 10.04.1868 — генерал-майор Померанцев, Всеволод Павлович
- 20.05.1868 — 30.08.1873[22] — генерал-майор Александров, Николай Иванович

### Командиры 16-й артиллерийской бригады
Номер в наименовании артиллерийской бригады изменялся параллельно с номером пехотной дивизии, к которой бригада была приписана.
До 1875 г. должности командира артиллерийской бригады соответствовал чин полковника, а с 17 августа 1875 г. - чин генерал-майора.
- 23.08.1806 — 25.09.1806 — полковник Кудрявцев, Дмитрий Иванович
- 25.09.1806 — хх.хх.1808/9 — полковник (с 16.03.1808 генерал-майор) Новак, Иван Иванович
- хх.хх.1808/9 — 14.02.1811 — подполковник Колотинский, Михаил Михайлович
- 14.02.1811 — 13.11.1812[24] — полковник Бастиан, Карл Иванович
- 02.09.1813 — 23.09.1814 — подполковник Малченко, Даниил Петрович
- 23.09.1814 — 02.05.1816  — подполковник Нестеровский, Авим Васильевич
- 02.05.1816 — 16.01.1818 — полковник Засядко, Даниил Дмитриевич
- 16.01.1818 — 03.06.1820 — подполковник (с 15.09.1819 полковник) Нестеровский, Авим Васильевич
- 14.08.1820 — 31.12.1820 — полковник Копылов
- 31.12.1820 — 03.09.1826 — подполковник (с 18.10.1821 полковник) Нольде, Карл Иванович
- 03.09.1826 — 25.06.1833 — полковник Корсаков, Александр Львович
- хх.хх.хххх — 05.05.1835 — полковник Быков, Григорий Михайлович
- 05.05.1835 — 06.08.1837 — подполковник (с 06.12.1836 полковник) Мищенко
- 06.08.1837 — 07.02.1847 — полковник (с 17.03.1845 генерал-майор) Владыкин, Константин Иванович
- 07.02.1847 — 29.04.1854[25] — полковник (с 06.12.1853 генерал-майор) Трубников, Степан Власьевич
- 28.05.1854 — 20.10.1859 — полковник (с 01.12.1855 генерал-майор) Шульман, Рудольф Густавович[26]
- 20.10.1859 — 23.12.1862 — полковник Семёнов, Павел Александрович
- 15.01.1863 — 03.02.1869 — полковник (с 30.08.1866 генерал-майор) Калачёв, Аркадий Иванович
- 13.02.1869 — 27.09.1869 — полковник Богуславский, Михаил Николаевич
- 27.09.1869 — 22.06.1875[27]  — полковник Несмеянов, Николай Николаевич
- 02.07.1875 — 08.09.1878 — полковник (с 30.08.1875 генерал-майор) Боретти, Панкратий Феликсович
- 08.09.1878 — хх.05.1881 — полковник (с 25.01.1881 генерал-майор) Седлецкий, Иван Борисович
- 21.05.1881 — 08.08.1882 — генерал-майор Есаулов, Павел Петрович
- ранее 01.10.1882 — хх.хх.1886 — генерал-майор Седлецкий, Иван Борисович (повторно)
- 17.07.1886 — 02.01.1893 — генерал-майор Ждан-Пушкин, Михаил Викентьевич
- 02.01.1893[28]  — 24.10.1896 — генерал-майор Каханов, Иван Васильевич
- 24.10.1896 — 31.10.1899 — генерал-майор Штейнфельд, Николай Капитонович
- 29.12.1899 — 24.02.1901 — полковник (с 06.12.1900 генерал-майор) Иванов, Владимир Захарович
- 24.02.1901 — 24.12.1904 — генерал-майор Бабиков, Михаил Сергеевич
- 09.02.1905[29]  — 23.04.1907 — полковник (с 05.03.1905 генерал-майор) Булатов, Николай Ильич
- 12.05.1907 — 03.10.1908 — полковник (с 31.05.1907 генерал-майор) Вартанов, Артемий Соломонович
- 22.10.1908 — 18.01.1914 — генерал-майор Цибульский, Авксентий Дмитриевич
- 23.01.1914 — 01.05.1916 — генерал-майор Хомяков, Александр Васильевич
- 12.05.1916 — 23.01.1917 — командующий полковник Драке, Владимир Людвигович
- 27.01.1917 — 28.04.1917 — командующий полковник Глаголев, Сергей Михайлович
- 28.04.1917 — хх.хх.хххх — полковник (с 20.06.1917 генерал-майор) Подгаецкий, Пётр Николаевич